# Mireille Muganza Nyota
Mireille Muganza Nyota, née le 2 février 1990 à Lubumbashi, est une joueuse congolaise (RDC) de basket-ball évoluant au poste d'ailier fort.

## Carrière
Elle participe aux championnats d'Afrique 2011, 2017 et 2019.
Elle évolue en club au Groupement sportif des pétroliers en Algérie.